# VoiceXML
VoiceXML(보이스 XML, VXML)은 인간과 컴퓨터 간의 대화형 미디어 및 음성 대화를 지정하기 위한 디지털 문서 표준이다. 이는 은행 시스템 및 자동화된 고객 서비스 포털과 같은 오디오 및 음성 응답 애플리케이션을 개발하는 데 사용된다. VoiceXML 애플리케이션은 웹 브라우저가 웹 서버로부터 받은 HTML을 해석하고 시각적으로 렌더링하는 방식과 유사한 방식으로 개발 및 배포된다. VoiceXML 문서는 음성 브라우저로 해석되며 일반적인 배포 아키텍처에서 사용자는 PSTN(공중 교환 전화망)을 통해 음성 브라우저와 상호 작용한다.
VoiceXML 문서 형식은 XML(Extensible Markup Language)을 기반으로 한다. W3C(월드 와이드 웹 컨소시엄)에서 개발한 표준이다.

## 같이 보기
- ECMA스크립트